# منطقه حفاظت‌شده کوه شیر
منطقهٔ حفاظت‌شدهٔ کوه شیر یک منطقهٔ حفاظت‌شده با مساحت ۱۳۴۰۰ هکتار است که در استان کرمان در ایران قرار دارد. این منطقهٔ حفاظت‌شده طبق مصوبهٔ شمارهٔ ۷۳۵ در تاریخ ۹۶/۱۲/۰۲ در فهرست مناطق تحت حفاظت سازمان محیط زیست ایران قرار گرفت.